# Anabasis ebracteolata
Anabasis ebracteolata är en amarantväxtart som beskrevs av Jevgenij Korovin och Viktor Petrovitj Botjantsev. Anabasis ebracteolata ingår i släktet Anabasis och familjen amarantväxter. Inga underarter finns listade i Catalogue of Life.